# بروس كاميرون
بروس كاميرون (بالإنجليزية: Bruce Cameron)‏ هو عازف قيثارة أمريكي، ولد في 1955، وتوفي في 16 أكتوبر 1999.

## وصلات خارجية
- بروس كاميرون على موقع ميوزك برينز (الإنجليزية)
- بروس كاميرون على موقع ديسكوغز (الإنجليزية)